# The Great Hack
The Great Hack is een documentaire uit 2019 over het schandaal rond het bedrijf Cambridge Analytica.
De documentaire werd door Netflix op 24 juli 2019 uitgebracht.

## Samenvatting
Het schandaal rond Cambridge Analytica wordt onderzocht zoals verschillende mensen het hebben meegemaakt.

## Bezetting
- Carole Cadwalladr, Brits onderzoeksjournalist en schrijver voor The Observer
- David Carroll, universitair hoofddocent in mediaontwerp op de School Parsons van Ontwerp op de Nieuwe School van Ontwerp die een formele klacht tegen Cambridge Analytica indiende[5].
- Brittany Kaiser, voormalig directeur bedrijfsontwikkeling van de SCL Group, het moederbedrijf van Cambridge Analytica
- Julian Wheatland, voormalig COO en CFO van de SCL Group
- Christopher Wylie, voormalig directeur onderzoek bij Cambridge Analytica en klokkenluider.

## Nederlandse versie
The Great Hack is wereldwijd in lokale versie uitgebracht. De film is onder andere in het Nederlands nagesynchroniseerd door Wim Pel Productions. Vertaald door Oscar Siegelaar, geregisseerd door Rutger Le Poole, geproduceerd door Jan-Peter IJkelenstam en bewerkt door Tim Grommé.
| Personage         | Stemacteur (Nederland) |
| ----------------- | ---------------------- |
| David Carroll     | Finn Poncin            |
| Brittany Kaiser   | Kim van Zeben          |
| Carole Cadwalladr | Hymke de Vries         |
| Alexander Nix     | Huub Dikstaal          |
| Christopher Wylie | Stephan Holwerda       |
| Julian Wheatland  | Wiebe-Pier Cnossen     |
| Paul Hilder       | Rutger Le Poole        |

## Ontvangst
The Great Hack werd voor 85% als Fresh (fris) beoordeeld met een gewogen gemiddelde van 7,24 (van de 10) op Rotten Tomatoes, op basis van 39 beoordelingen, die stellen: "The Great Hack komt met een serieuze kijk op de wijze waarop gegevens voor politiek gewin als wapen worden gebruikt, en wat dat voor toekomstige verkiezingen betekent.". Peter Bradshaw schreef in The Guardian dat de film betrekking had op "het grootste schandaal van onze tijd: het reusachtige vraagteken of de uitslag van de Brexit-verkiezing rechtsgeldig is". Hij kende de film vijf sterren toe.

## Verwijzingen
1. ↑  Netflix documentary The Great Hack turns the Cambridge Analytica scandal into high drama. The Verge (July 8, 2019).
2. ↑  Stream It Or Skip It: ‘The Great Hack’ On Netflix, A Documentary About How Cambridge Analytica Mined Our Personal Data And Who Blew The Whistle. Decider. Geraadpleegd op August 5, 2019.
3. ↑  THE GREAT HACK Official Trailer Released. Filmoria.co.uk. Geraadpleegd op July 15, 2019.
4. ↑  'The Great Hack': Film Review - Sundance 2019. The Hollywood Reporter (July 8, 2019).
5. ↑  https://www.forbes.com/sites/martineparis/2019/11/16/whats-my-score-great-hack-star-says-you-should-know/
6. ↑  (en)   The Great Hack op Rotten Tomatoes
7. ↑  Bradshaw, Peter, "The Great Hack review – searing exposé of the Cambridge Analytica scandal", The Guardian, 23 July 2019. Geraadpleegd op 31 juli 2019.